# Ostravsko-karvinská uhelná pánev

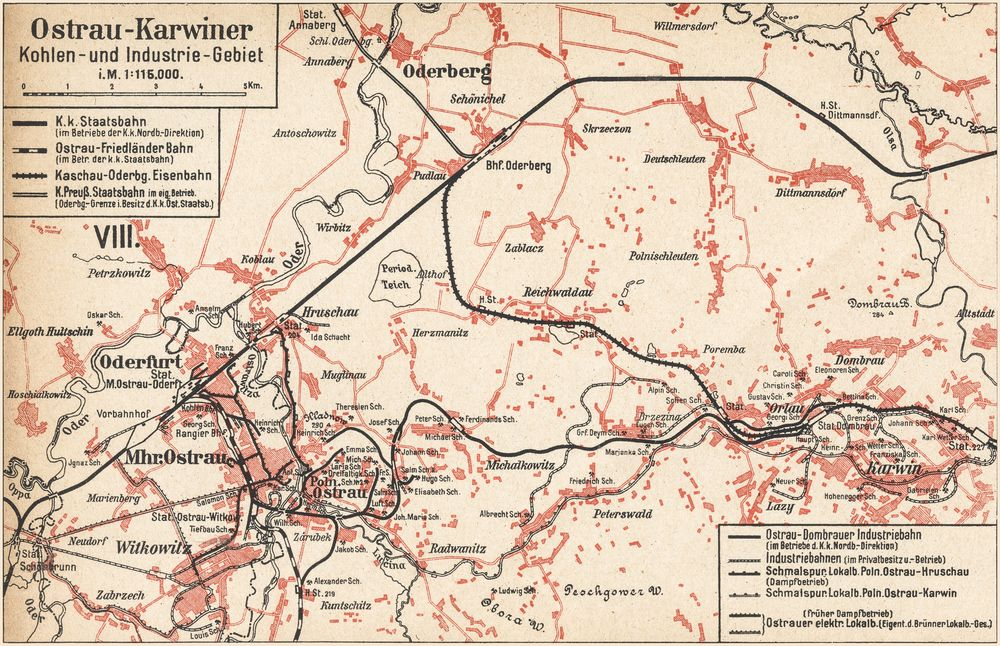
Ostravsko-karvinská uhelná pánev kolem 1900

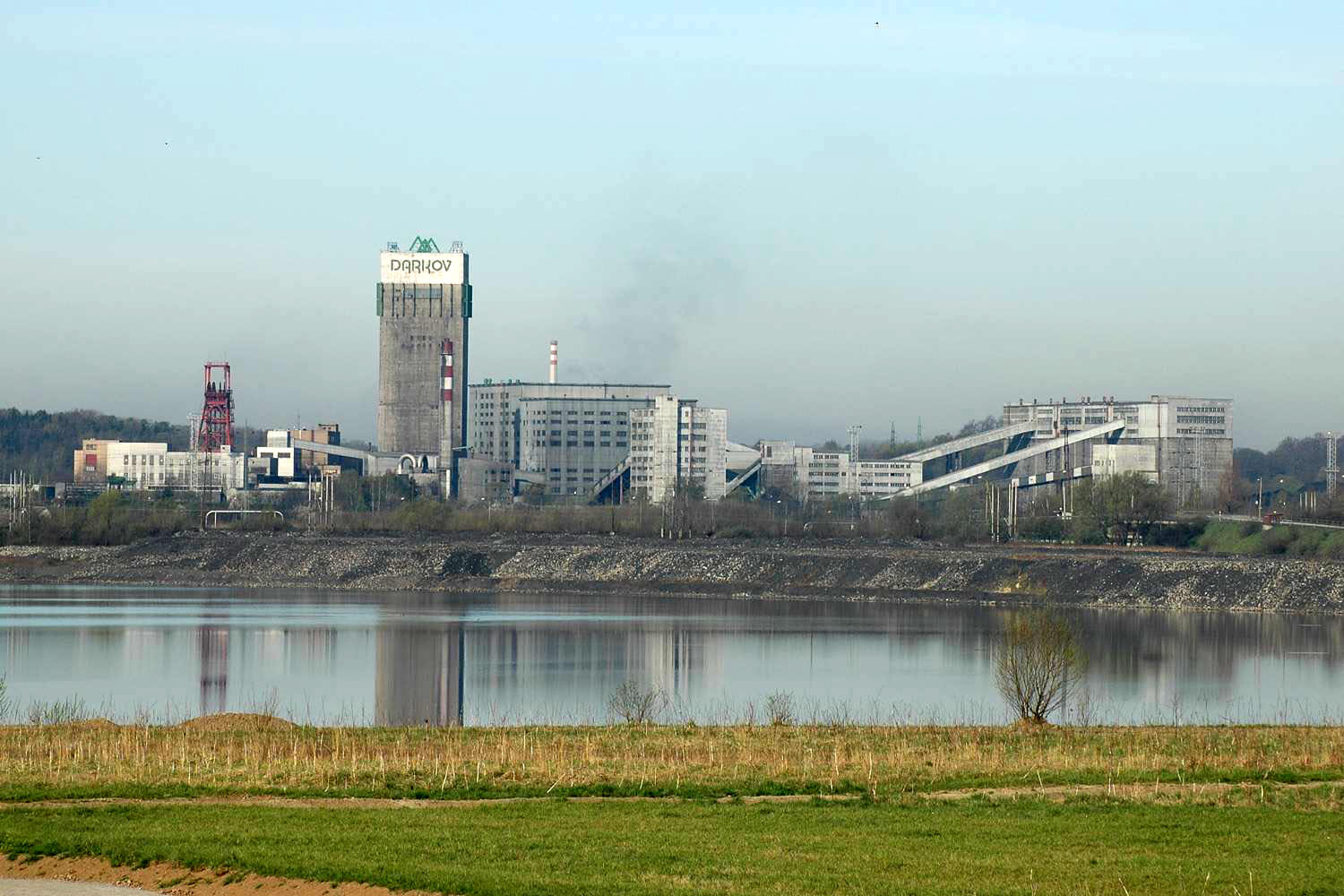
Důl Darkov v Karviné, v popředí krajina postižená důlními poklesy

Ostravsko-karvinská uhelná pánev, pro kterou je také užíván hospodářský termín Ostravsko-karvinský revír, je označení části české části hornoslezské uhelné pánve. Jedná se o nejrozsáhlejší uhelnou pánev v Česku. Nachází se zde černé uhlí, které je v současnosti dobýváno výhradně hlubinnou těžbou.

## Umístění a členění
Ostravsko-karvinská pánev je na jihu oddělena od podbeskydské pánve tzv. bludovickým zlomem a dělí se na část ostravskou a karvinskou. Ostravská část je tvořena ostravskou a petřvaldskou dílčí pánví, které jsou vzájemně odděleny tzv. michálkovickou poruchou. Ostravská část je pak od karvinské části oddělena tzv. orlovskou strukturou.
Geomorfologický celek Ostravská pánev je součástí ostravsko-karvinské uhelné pánve.

## Mocnost slojí
V tomto revíru se nacházejí dvě uhelná souvrství: ostravské (celková mocnost 2880 m) a karvinské (1200 m).
Průměrná mocnost slojí ostravského souvrství je 73 cm, přičemž nejmohutnější je sloj 386 (Mohutný), jejíž mocnost ve velké části kolísá od 2 do 4 m, ale dosahuje maximální mocnosti až 6 m.
Karvinské souvrství má průměrnou mocnost slojí 180 cm, největší průměrnou mocnost má pak sloj 504 (Prokop), která v dobývacím prostoru dolu ČSM dosahuje mocnosti až 15 m.
Zajímavostí jsou intruze různého stáří do uhelných slojí, které uhelnou hmotu přetvořily nejčastěji v přírodní koks.

## Celková těžba v oblasti
Celkově zde bylo vytěženo asi 1,7 mld tun černého uhlí.[zdroj⁠?!]